# Charles Barkley
Charles Wade Barkley, ameriški košarkar, * 20. februar 1963, Leeds, Alabama, ZDA.
Barkley je bil leta 1984 izbran v prvem krogu nabora lige NBA kot peti izbor kluba Philadelphia 76ers, pri katerem je istega leta začel svojo profesionalno kariero. V klubu je ostal do leta 1991, med letoma 1992 in 1995 je igral za  Phoenix Sunse ter med letoma 1996 in 1999 pa za Houston Rocketse. Uveljavil se je kot eden najboljših krilnih centrov svoje generacije v ligi NBA. Leta 1992 je bil izbran za najkoristnejšega košarkarja rednega dela lige, enajstkrat je zaigral na Tekmi vseh zvezd, enajstkrat je bil tudi izbran v idealno postavo lige, od tega petkrat v prvo. Njegov dres s številko 34 sta upokojila kluba Philadelphia 76ers in Phoenix Suns. Ob upokojitvi leta 2000 je kot četrti košarkar v zgodovini lige NBA presegel 20.000 točk, 10.000 skokov in 4.000 podaj.
Z ameriško reprezentanco znano kot Dream Team je osvojil naslova olimpijskih prvakov v letih 1992 in 1996. Leta 2006 je bil sprejet v Košarkarski hram slavnih.